# Estatua ecuestre de Carlos III

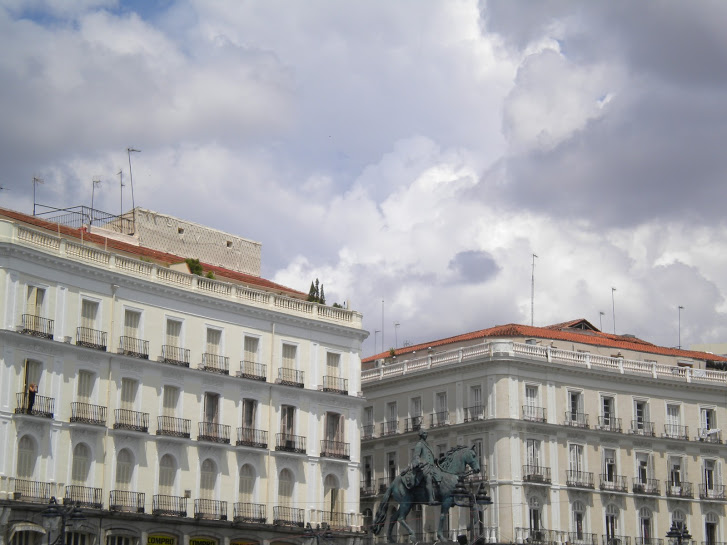
Estatua ecuestre de Carlos III.

La estatua ecuestre de Carlos III, situada en la Puerta del Sol de Madrid (España), es una reproducción en bronce de Miguel Ángel Rodríguez, Eduardo Zancada y Tomás Bañuelos Ramón de un modelo de Manuel Francisco Álvarez de la Peña conservado en la Real Academia de Bellas Artes de San Fernando.

## Historia
Carlos III es conocido tradicionalmente como «el mejor alcalde de Madrid», aunque nunca ocupó este puesto. Por tal motivo, a principios de los años 90, se decidió erigir un monumento en su honor. Zancada y Rodríguez, tomaron como modelo la pequeña escultura de 140 por 160 centímetros realizada en madera y yeso por el escultor Manuel Francisco Álvarez de la Peña en 1790, que se conserva en la Real Academia de San Fernando.
Rodríguez, Zancada y Bañuelos realizaron una copia de esta figura pero para la cabeza del rey se inspiraron en sendos retratos de Goya y Mengs. El punto de la ciudad en el que erigir el monumento fue decidido mediante un referéndum popular que tuvo lugar en la propia Puerta del Sol durante el mes de diciembre de 1995 y durante el cual la estatua se ubicó provisionalmente en el lugar que más o menos ocupa hoy. En la consulta participaron 126.194 personas; un 42% votó por ubicar la estatua en la Puerta del Sol, un 28,40%, en la Puerta de Alcalá y un 10,41% en la Plaza de la Armería, frente al Palacio Real.
Los trabajos para la instalación del monumento comenzaron el 19 de septiembre de 1994, colocándose el 14 de diciembre la estatua sobre el pedestal, cuyas inscripciones fueron grabadas in situ. El conjunto fue inaugurado el 16 de diciembre de 1994 por el alcalde José María Álvarez del Manzano.

## Descripción

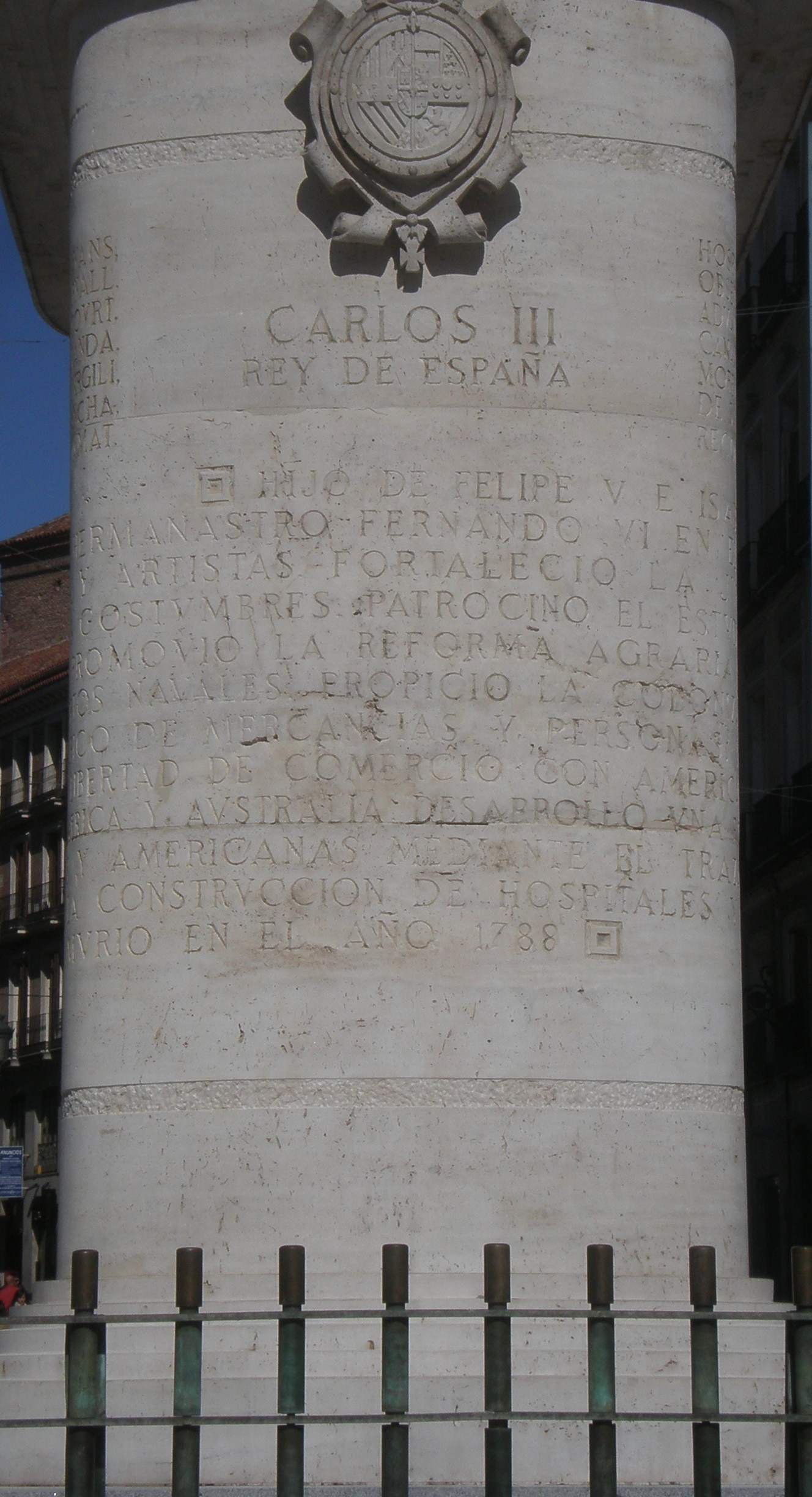
Detalle del pedestal.

El monumento consta de un alto pedestal de piedra caliza de Colmenar de Oreja, apoyado sobre una base de granito, sobre el que se ubica la estatua ecuestre del rey, realizada en bronce con un peso de 2800 kilogramos y fundida en los talleres de los Hermanos Codina, en el barrio de San Blas. Todo el conjunto, que alcanza los nueve metros de altura, se halla rodeado por una valla.
En la parte frontal del pedestal, bajo un relieve del escudo de Carlos III, se puede leer la leyenda «CARLOS III REY DE ESPAÑA» y en la trasera «MADRID AL REY ILVSTRADO».
La inscripción que rodea el pedestal, en doce renglones y para cuya lectura hay que dar otras tantas vueltas alrededor del monumento, como en la Columna Trajana, describe brevemente la historia del reinado de Carlos III. Consta de unos 2.000 caracteres en letra romana y fue escrita por el catedrático de Historia de la Arquitectura Carlos Sambricio. Su texto es el siguiente:

HIJO DE FELIPE V E ISABEL DE FARNESIO. NACIO EN MADRID EN 1716. CASADO CON DOÑA MARIA AMALIA DE SAJONIA, FVE DVQVE DE PARMA, PIACENZA Y TOSCANA Y REY DE NAPOLES, SVCEDIO A SV HERMANASTRO FERNANDO VI EN EL TRONO DE ESPAÑA EN 1759. MONARCA ILVSTRADO GOBERNO Y MODERNIZO EL PAIS CON AYVDA DE NOTABLES POLITICOS, REFORMADORES, PENSADORES, CIENTIFICOS Y ARTISTAS. FORTALECIO LA JVRISDICCION ORDINARIA Y EL PODER CIVIL FRENTE A OTROS PODERES. DICTO MEDIDAS PARA LA REGENERACION DE LA SOCIEDAD Y EL FOMENTO DE LAS BVENAS COSTVMBRES. PATROCINO EL ESTVDIO DE LAS CIENCIAS, LA MEDICINA, LA INGENIERIA Y LAS ARTES, FAVORECIENDO LA CREACION DE INSTITVCIONES CVLTVRALES Y DE LAS SOCIEDADES ECONOMICAS DE AMIGOS DEL PAIS. PROMOVIO LA REFORMA AGRARIA, LA MINERIA, LA INDVSTRIA Y EL COMERCIO, INCREMENTANDOSE DVRANTE SV REINADO LAS INSTALACIONES FABRILES Y EL DESARROLLO DE LA ACTIVIDAD DE LOS PVERTOS NAVALES. PROPICIO LA COLONIZACION DE NVEVA ANDALVCIA Y DE SIERRA MORENA MEDIANTE LA FVNDACION DE NVEVAS POBLACIONES. AVSPICIO LA CONSTRVCCION DE CANALES Y CAMINOS FACILITANDO EL TRAFICO DE MERCANCIAS Y PERSONAS. SVPRIMIO LAS RENTAS PROVENIENTES DE HACIENDAS PROVINCIALES, FVEROS, ADVANAS INTERNAS Y MONOPOLIOS ESTABLECIENDO VNA UNICA CONTRIBVCION. INSTAVRO LA LIBERTAD DE COMERCIO CON AMERICA. CREO EL BANCO DE SAN CARLOS, PRIMER BANCO NACIONAL DEL REINO. APOYO LA INDEPENDENCIA DE LAS COLONIAS NORTEAMERICANAS. PROMOVIO LAS EXPEDICIONES CIENTIFICAS A AMERICA Y AVSTRALIA. DESARROLLO VNA POLITICA DE CREACION DE RIQVEZA EN LOS VIRREINATOS. RECONQVISTO MENORCA. IMPVLSO LA MODERNIZACION Y EN (sic) EMBELLECIMIENTO DE LAS POBLACIONES PENINSVLARES Y AMERICANAS MEDIANTE EL TRAZADO DE PASEOS Y ALAMEDAS, EL ESTABLECIMIENTO DE ALCANTARILLADO Y ALVMBRADO PUBLICO, LA IMPOSICION DE MEDIDAS HIGIENICAS Y DE LIMPIEZA DE LAS CIVDADES, LA CONSTRVCCION DE HOSPITALES Y CEMENTERIOS EXTRAMVROS Y LA APLICACION DE ORDENANZAS MVNICIPALES. LAS GRANDES OBRAS QVE REALIZO EN LA CORTE LO PROCLAMAN COMO EL MEJOR ALCALDE DE MADRID. MVRIO EN EL AÑO 1788.

En los laterales figuran otras dos inscripciones. En una figuran los nombres de científicos y artistas de la época y en la otra una serie de realizaciones urbanísticas y edificios construidos durante el reinado de Carlos III. Los textos son los siguientes:

CADALSO, FORNET, IRIARTE, SAMANIEGO, ARTEAGA, CLAVIJO, CABANILLES, LORENZANA, MENGS, VLLOA, MAYANS,
PEREZ BAYER, LARDIZABAL, GOYA, VILLANVEVA, VENTVRA RODRIGVEZ, MAROVET, CABEZAS, MELLA, PONZ, ARNALL,
SABATINI, HERMOSILLA, CARNICERO, LEMAVR, ALTVNA, NAROS, PEÑAFLORIDA, MASDEV, JORGE JVAN, BETANCOVRT,
TOMAS LOPEZ, BAILS, MENENDEZ VALDES, HERNANDEZ, MORATIN, BAYEV, GONZALEZ, VELAZQUEZ, FORONDA, ARANDA,
CABARRVS, CAMPOMANES, OLAVIDE, JOVELLANOS, AZARA, RODA, FLORIDABLANCA, ENSENADA, FERNAN NVÑEZ, VIRGILI,
PEDRAYES, FOS, GIMBERNAT, CONDESA BENAVENTE, CARMONA, RICLA, PARET, MAELLA, MACANAZ, SANCHA, 
CELESTINO MVTIS, MALAESPINA, WALL, CAPMANY, LARRVGA, ASSO, TOFINO, CRILLON, VIRREY AMAT.

HOSPITAL GENERAL, SALON DEL PRADO Y FVENTES DE NEPTUNO, APOLO Y CIBELES, JARDIN BOTANICO,

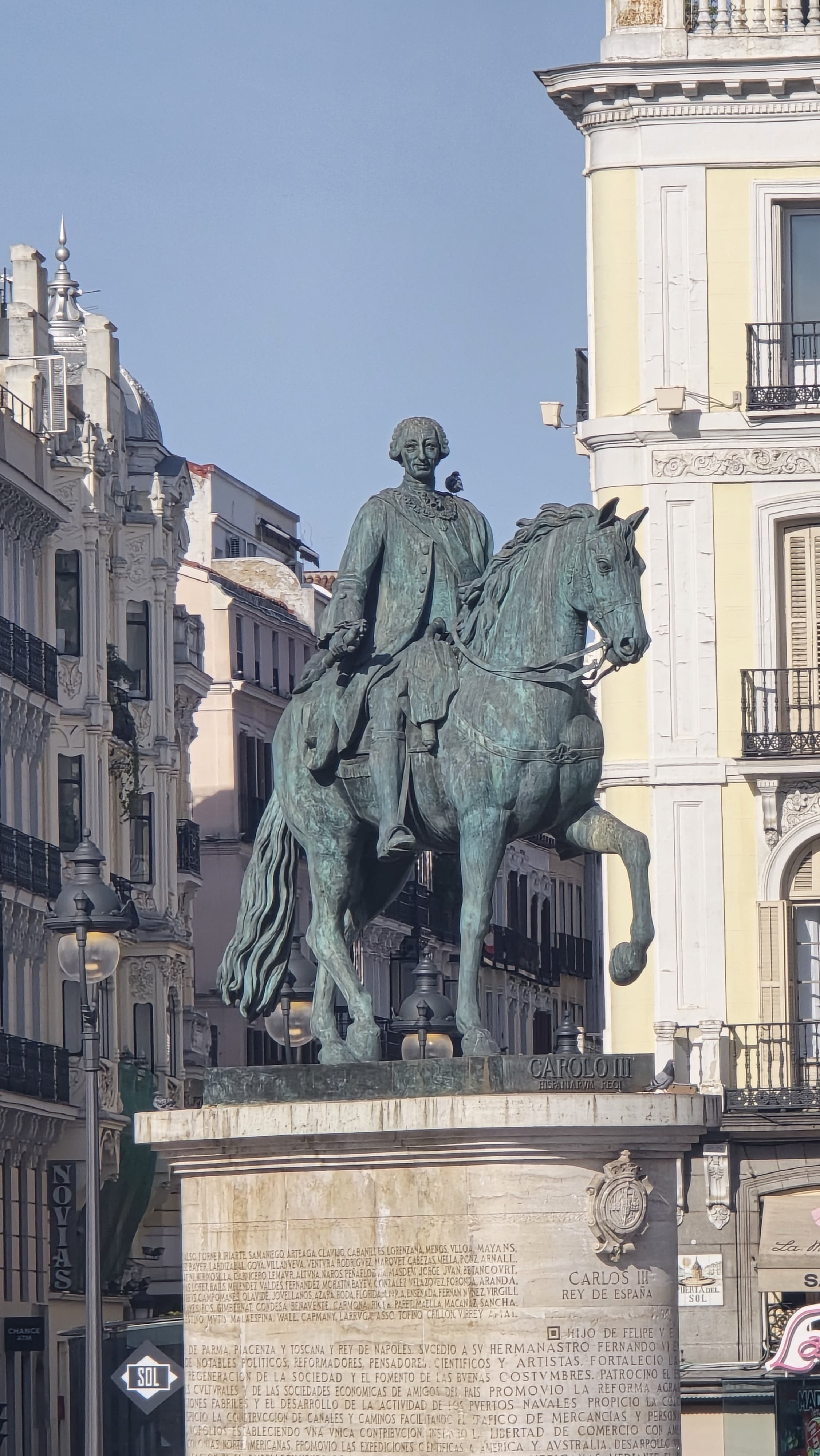
Estatua Ecuestre de Carlos III, Puerta del Sol Madrid España 20 de abril de 2025

OBSERVATORIO ASTRONOMICO, GABINETE DE HISTORIA NATURAL, HOY MUSEO DEL PRADO, CASA DE CORREOS, REAL
ADVANA, PVERTAS DE ALCALA Y SAN VICENTE DE MADRID, REALES SITIOS DE ARANJVEZ, LA GRANJA Y EL ESCORIAL,
CANAL DE CASTILLA Y CANAL IMPERIAL, RAMBLAS DE BARCELONA, GRAO DE VALENCIA, COLONIZACION DE SIERRA
MORENA Y NVEVA ANDALVCIA, MINAS DE ALMADEN, ACVEDUCTO DE RONDA, NVEVA POBLACION EN FERROL, MARINA
DE SANTANDER, PLAZA NVEVA DE VITORIA, ARSENALES DE FERROL, CARTAGENA, SAN CARLOS DE CADIZ Y LA HABANA,
RECONSTRVCCION DE LA CIVDAD DE GVATEMALA, COLONIZACION DE PATAGONIA, TEXAS Y BAJA CALIFORNIA.